# Liga Leumit 2003/04
Die Liga Leumit 2003/04 war die fünfte Spielzeit als der nur noch zweithöchsten israelischen Fußballliga. Sie begann am 13. September 2003 und endete am 22. Mai 2004.
Vor dem letzten Spieltag lagen mit Hapoel Nazareth Illit, Hapoel Ironi Kirjat Schmona und Hapoel Kfar Saba drei Mannschaften punktgleich an der Tabellenspitze. Alle drei Teams kamen zum Saisonabschluss nicht über ein Remis hinaus. Der Viertplatzierte Hapoel Haifa gewann dagegen sein letztes Spiel beim bereits feststehenden Absteiger Hapoel Ramat Gan und wurde dadurch Zweitligameister. Haifa stieg mit Hapoel Nazareth Illit in die Ligat ha’Al auf.

## Modus
Die zwölf Mannschaften spielten im Verlauf der Saison dreimal gegeneinander. Die Teams, die nach 22 Spielen die ersten sechs Plätze belegten hatten ein Heimspiel mehr als die Teams auf den unteren sechs Plätzen. Der Tabellenerste und -zweite stieg in die Ligat ha’Al 2004/05 auf, die beiden Tabellenletzten musste in die drittklassige Liga Alef absteigen.

## Vereine
| Verein                      | Stadt          |
| --------------------------- | -------------- |
| Hapoel Tzafririm Holon      | Holon          |
| Maccabi Herzlia             | Herzlia        |
| Hapoel Haifa                | Haifa          |
| Hapoel Jerusalem            | Jerusalem      |
| Hapoel Kfar Saba            | Kfar Saba      |
| Maccabi Kirjat Gat          | Kirjat Gat     |
| Hapoel Ironi Kirjat Schmona | Kirjat Schmona |
| Hapoel Nazareth Illit       | Nazareth Illit |
| Hapoel Ra’anana             | Ra’anana       |
| Hapoel Ramat Gan            | Ramat Gan      |
| Hakoah Ramat Gan            | Ramat Gan      |
| Hapoel Ironi Rischon LeZion | Rischon LeZion |

## Abschlusstabelle
| Pl. | Verein                          | Sp. | S  | U  | N  | Tore    | Diff. | Punkte |
| --- | ------------------------------- | --- | -- | -- | -- | ------- | ----- | ------ |
| 1.  | Hapoel Haifa                    | 33  | 16 | 7  | 10 | 044:320 | +12   | 55     |
| 2.  | Hapoel Nazareth Illit           | 33  | 14 | 12 | 7  | 049:290 | +20   | 54     |
| 3.  | Hapoel Ironi Kirjat Schmona (N) | 33  | 13 | 15 | 5  | 049:320 | +17   | 54     |
| 4.  | Hapoel Kfar Saba (A) 1          | 33  | 14 | 12 | 7  | 045:320 | +13   | 53     |
| 5.  | Hapoel Ra’anana                 | 38  | 14 | 7  | 17 | 048:410 | +7    | 49     |
| 6.  | Hapoel Jerusalem                | 33  | 10 | 13 | 10 | 030:370 | −7    | 43     |
| 7.  | Maccabi Kirjat Gat 2            | 33  | 9  | 13 | 11 | 030:370 | −7    | 40     |
| 8.  | Hakoah Ramat Gan (N)            | 33  | 10 | 9  | 14 | 032:370 | −5    | 39     |
| 9.  | Maccabi Herzlia                 | 33  | 8  | 15 | 10 | 034:390 | −5    | 39     |
| 10. | Hapoel Ironi Rischon LeZion (A) | 33  | 9  | 9  | 15 | 031:420 | −11   | 36     |
| 11. | Hapoel Tzafririm Holon          | 33  | 8  | 12 | 13 | 026:420 | −16   | 36     |
| 12. | Hapoel Ramat Gan                | 33  | 6  | 10 | 17 | 029:470 | −18   | 28     |

Platzierungskriterien: 1. Punkte – 2. Tordifferenz – 3. geschossene Tore

| (A) | Absteiger aus der Ligat ha’Al 2002/03 |
| (N) | Neuaufsteiger der letzten Saison      |